# Francesco Totti
Francesco Totti Ufficiale OMRI, (n. 27 septembrie 1976, Roma, Italia) este un fost jucător italian de fotbal. A jucat toată cariera de senior la clubul A.S. Roma în Serie A. Este pe primul loc ca marcator în Seria A(300) și cu cele mai multe prezențe în Seria A (593). A fost căpitanul echipei AS Roma și a avut numărul 10. El a jucat la naționala Italiei, între 1998 și 2006, pentru care a marcat 9 goluri. Datorită devotamentului său față de clubul la care a activat toată cariera sa de fotbalist, Totti a fost poreclit "il Capitano".

## Palmares

### Club
- Serie A:
  - Campion: 2001
  - Vicecampion: 2002, 2004, 2006, 2007, 2007–08, 2009–10, 2013–14, 2014–15
- Cupa Italiei:
  - Câștigător: 2007
  - Finalist: 2003, 2005, 2006, 2010, 2013
- Supercupa Italiei:
  - Câștigător: 2006, 2008, 2010

## Echipa națională
- Campionatul Mondial de Fotbal:
  - Câștigător: 2006
- Campionatul European:
  - Finalist: 2000
- Campionatul European U-21:
  - Câștigător: 1996

### Individual
- FIFA 100 (ales de Pelé)
- Echipa turneului CM 2006
- Echipa turneului UEFA EURO 2000
- Fotbalistul anului în Serie A: 2000, 2003
- Fotbalistul italian al anului: 2000, 2001, 2003, 2004, 2007
- Cel mai bun tânăr fotbalist din Serie A: 1999
- Golgeterul Seriei A: 2006-2007
- Gheata de Aur: 2006-2007

## Statistici

### Club
La la 28 mai 2017.
| Club          | Sezon         | Campionat     | Campionat | Campionat | Cupă1   | Cupă1  | Continental2 | Continental2 | Altele3 | Altele3 | Total   | Total  |
| Club          | Sezon         | Divizie       | Meciuri   | Goluri    | Meciuri | Goluri | Meciuri      | Goluri       | Meciuri | Goluri  | Meciuri | Goluri |
| ------------- | ------------- | ------------- | --------- | --------- | ------- | ------ | ------------ | ------------ | ------- | ------- | ------- | ------ |
| Roma          | 1992–93       | Serie A       | 2         | 0         | 0       | 0      | —            | —            | —       | —       | 2       | 0      |
| Roma          | 1993–94       | Serie A       | 8         | 0         | 2       | 0      | —            | —            | —       | —       | 10      | 0      |
| Roma          | 1994–95       | Serie A       | 21        | 4         | 4       | 3      | —            | —            | —       | —       | 25      | 7      |
| Roma          | 1995–96       | Serie A       | 28        | 2         | 1       | 0      | 7            | 2            | —       | —       | 36      | 4      |
| Roma          | 1996–97       | Serie A       | 26        | 5         | 1       | 0      | 3            | 0            | —       | —       | 30      | 5      |
| Roma          | 1997–98       | Serie A       | 30        | 13        | 6       | 1      | —            | —            | —       | —       | 36      | 14     |
| Roma          | 1998–99       | Serie A       | 31        | 12        | 3       | 1      | 8            | 3            | —       | —       | 42      | 16     |
| Roma          | 1999–2000     | Serie A       | 27        | 7         | 2       | 0      | 5            | 1            | —       | —       | 34      | 8      |
| Roma          | 2000–01       | Serie A       | 30        | 13        | 2       | 1      | 3            | 2            | —       | —       | 35      | 16     |
| Roma          | 2001–02       | Serie A       | 24        | 8         | 0       | 0      | 11           | 3            | 1       | 1       | 36      | 12     |
| Roma          | 2002–03       | Serie A       | 24        | 14        | 5       | 3      | 6            | 3            | —       | —       | 35      | 20     |
| Roma          | 2003–04       | Serie A       | 31        | 20        | 0       | 0      | 1            | 0            | —       | —       | 32      | 20     |
| Roma          | 2004–05       | Serie A       | 29        | 12        | 7       | 3      | 4            | 0            | —       | —       | 40      | 15     |
| Roma          | 2005–06       | Serie A       | 24        | 15        | 2       | 0      | 3            | 2            | —       | —       | 29      | 17     |
| Roma          | 2006–07       | Serie A       | 35        | 26        | 5       | 2      | 9            | 4            | 1       | 0       | 50      | 32     |
| Roma          | 2007–08       | Serie A       | 25        | 14        | 3       | 3      | 6            | 1            | 1       | 0       | 35      | 18     |
| Roma          | 2008–09       | Serie A       | 24        | 13        | 0       | 0      | 7            | 2            | 1       | 0       | 32      | 15     |
| Roma          | 2009–10       | Serie A       | 23        | 14        | 2       | 0      | 6            | 11           | —       | —       | 31      | 25     |
| Roma          | 2010–11       | Serie A       | 32        | 15        | 0       | 0      | 7            | 2            | 1       | 0       | 40      | 17     |
| Roma          | 2011–12       | Serie A       | 27        | 8         | 2       | 0      | 2            | 0            | —       | —       | 31      | 8      |
| Roma          | 2012–13       | Serie A       | 34        | 12        | 3       | 0      | —            | —            | —       | —       | 37      | 12     |
| Roma          | 2013–14       | Serie A       | 26        | 8         | 3       | 0      | —            | —            | —       | —       | 29      | 8      |
| Roma          | 2014–15       | Serie A       | 27        | 8         | 2       | 0      | 7            | 2            | —       | —       | 36      | 10     |
| Roma          | 2015–16       | Serie A       | 13        | 5         | 0       | 0      | 2            | 0            | —       | —       | 15      | 5      |
| Roma          | 2016–17       | Serie A       | 18        | 2         | 4       | 1      | 6            | 0            | —       | —       | 28      | 3      |
| Total carieră | Total carieră | Total carieră | 619       | 250       | 59      | 18     | 103          | 38           | 5       | 1       | 786     | 307    |